# Ferencvárosi Torna Club (vaterpolo)
Ferencvárosi Torna Club  je mađarski vaterpolski klub iz Budimpešte.
Klupske boje su bijela i zelena.
Klub je utemeljen 1899. godine.
Svoj prvi ikada naslov europskog prvaka iznenađujuće su osvojili u sezoni 2018./2019. U skupini su završili tek četvrti, a prvi put uopće nastupili su na završnom turniru i odmah otišli do kraja. Naslov prvaka Europe osvojili su: Andras Gardonyi, Tamas Sedlmayer, Mark Kallay, Zoltan Pohl, Márton Vámos, Tamas Mezei, Toni Nemet, Slobodan Nikić, Nikola Jakšić, Aaron Younger, Dénes Varga, Szilard Jansik, Stefan Mitrović, Soma Vogel, Miklos Gor-Nagy, Bendeguz Beliczay, Bence Boroczky, David Gal, Márton Irmes, Miklos Jokai, Mark Kis, Mark Lampert, Norbert Madaras, Andras Turnai, Dániel Varga i trener Zsolt Varga.

## Uspjesi
- domaći
- mađarska vaterpolska prvenstva (22): 1910., 1911., 1912., 1913., 1918., 1919., 1920., 1921., 1922., 1925., 1926., 1927., 1944., 1956., 1962., 1963., 1965., 1968., 1988., 1989., 1990., 2000.
- mađarski vaterpolski kup (17): 1923., 1924., 1926., 1949., 1957., 1962., 1964., 1965., 1967., 1969., 1973., 1976., 1977., 1978., 1989., 1990., 1997.

- inozemni
- Kup prvaka: 2019., doprvaci 2021.
- Kup pobjednika kupova: 1975., 1978., 1980., 1998.
- LEN Euro Cup: 2017., 2018.
- Superkup LEN: 1978., 1980.

## Vanjske poveznice
- Službene stranice